# Imre Kiss
Imre Kiss (10 de agosto de 1957) é um ex-futebolista profissional húngaro que atuava como goleiro.

## Carreira
Imre Kiss fez parte do elenco da Seleção Húngara de Futebol, da Copa de 1982.